# Roderick Valley
Das Roderick Valley ist ein großes und vereistes Tal im westantarktischen Queen Elizabeth Land. In den Pensacola Mountains trennt es in nordsüdlicher Ausrichtung die Schmidt Hills und die Williams Hills vom Hauptmassiv der Neptune Range.
Der United States Geological Survey kartierte das Tal anhand eigener Vermessungen und Luftaufnahmen der United States Navy aus den Jahren von 1956 bis 1966. Das Advisory Committee on Antarctic Names benannte es 1968 nach David Wallon Roderick (1920–1999) von der United States Air Force, Pilot und stellvertretender Leiter der United States Air Force Electronics Test Unit in den Pensacola Mountains von 1957 bis 1958.